# Lloyd Mumphord

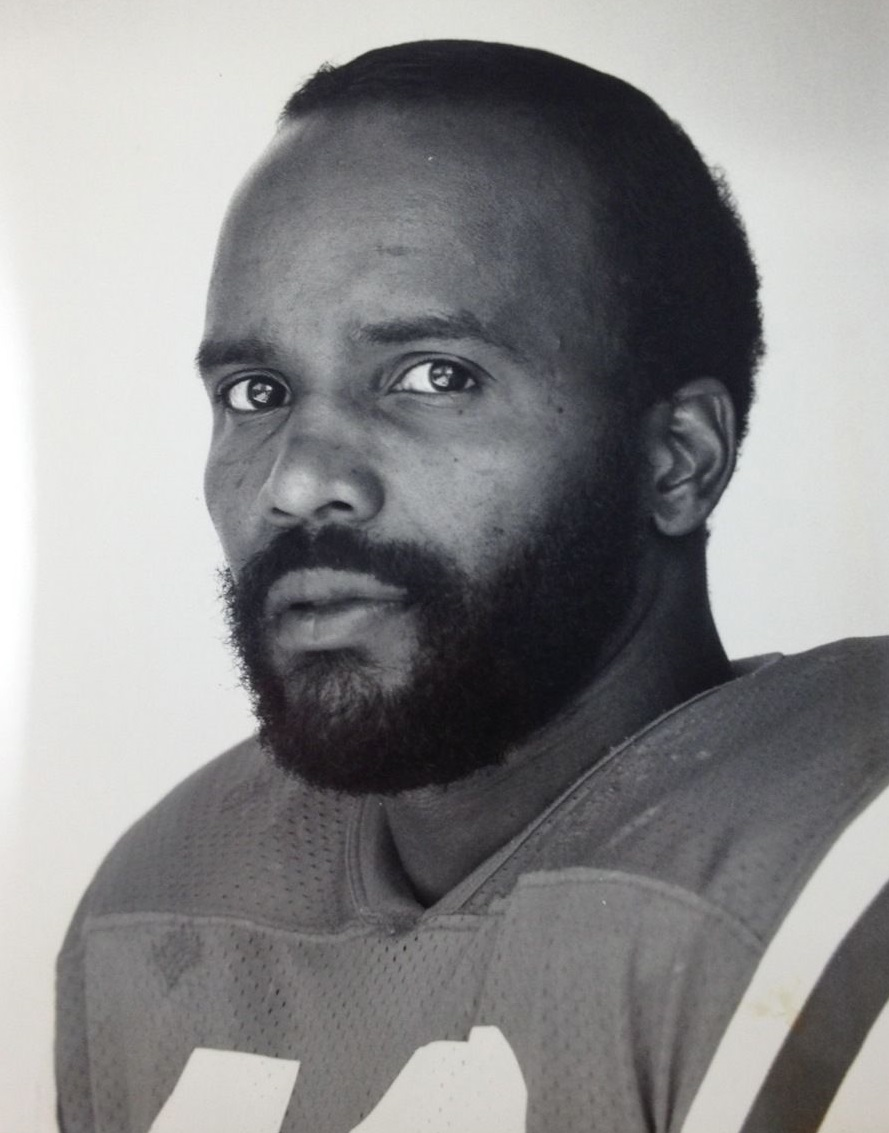
Lloyd Mumphord (1978)

Lloyd Mumphord é um ex-jogador profissional de futebol americano estadunidense

## Carreira
Lloyd Mumphord foi campeão da temporada de 1973 da National Football League jogando pelo Miami Dolphins.